# Skočibe
Skočibe su naselje u Hrvatskoj. Nalaze se u Omišu u Splitsko-dalmatinskoj županiji. Prema popisu stanovništva iz 2011. naselje nije imalo stanovnika.

## Stanovništvo
Prema popisu stanovnika iz 2011. godine naselje nije imalo stanovnika.